# Ugyops seychellensis
Ugyops seychellensis är en insektsart som beskrevs av William Lucas Distant 1917. Ugyops seychellensis ingår i släktet Ugyops och familjen sporrstritar. Inga underarter finns listade i Catalogue of Life.